# Great Naval Battles: North Atlantic 1939-1943
Great Naval Battles: North Atlantic 1939-1943 est un jeu vidéo de simulation de combat naval développé par  IO Design Group et publié par Strategic Simulations entre 1992. Il est le premier volet de la série  Great Naval Battles et se déroule dans le nord de l’océan Atlantique pendant la Seconde Guerre mondiale. Il propose deux modes de jeux. Le mode opération permet au joueur de prendre part à des batailles spécifiques. Il peut alors prendre le contrôle de chaque navire individuellement, ses autres navires étant contrôlés par l’ordinateur. Dans le mode campagne, le joueur organise l’ensemble des opérations navales de son camp, pendant la période entre 1939 et 1943,,. Le jeu a bénéficié d’une extension.

## Accueil
| Great Naval Battles |      |       |
| Média               | Pays | Notes |
| Gen4                | FR   | 84 %  |
| Joystick            | FR   | 90 %  |